# Joanna Stephens
Pour les articles homonymes, voir Stephens.
Joanna  Stephens née dans le Berkshire et morte le 6 août 1774 à Hammersmith, est une herboriste britannique, connue pour avoir conçu un remède contre les calculs des reins et de la vessie, ce qui lui vaut l'attribution d'une conséquente somme d'argent prodiguée par le Parlement anglais en échange de sa publication. 

## Biographie

### Jeunesse
Joanna Stephens (possiblement née en 1710) est la petite-fille d'un médecin auteur de plusieurs publications de remèdes. Elle grandit dans une famille aisée du Berkshire. Encore jeune, elle s'occupe en concoctant des remèdes qu'elle distribue gratuitement à des personnes précaires. Après la mort dans la souffrance d'une amie proche des suites de calculs rénaux, elle se consacre particulièrement aux remèdes contre les lithiases. Ayant découvert par chance une recette de remède pour la dissolution des calculs dans la vessie et dans les reins, elle commence à le préparer et le distribuer, tout en transformant régulièrement sa composition par une démarche empirique à partir de 1720, et ce pendant 15 ans,. 

### Reconnaissance du «remède deMlleStephens»
Au début du XVIIIe siècle, les calculs des reins et de la vessie étaient habituellement soignés à l'aide d'une taille, c'est-à-dire que l'on ouvrait le ventre au niveau du calcul afin de le retirer. Une telle opération, la lithotomie, était extrêmement dangereuse. De nombreux remèdes par voie orale visant à la dissolution ou la désagrégation des calculs étaient proposés par des profanes, mais aucun ne démontrait de résultat suffisant.
Cependant, après ses nombreuses transformations, la recette finale de Joanna Stephens, qui a alors quitté le Berkshire pour Westminster City dans le grand Londres acquiert une certaine renommée. Des témoignages de patients guéris par son remède sont publiés dans de prestigieuses revues telles que le Gentleman's Magazine, et attire l'attention de deux médecins ayant eux-mêmes été guéris à la suite d'une cure de son remède dont le docteur David Hartley, son plus fervent soutien.
Le remède rencontre une approbation telle qu'elle lui permet de le vendre à petite échelle, ce qui constitue son moyen de subsistance. Celui-ci ne peut cependant être distribué qu'à un nombre restreint de personnes, car elle le fabrique elle-même, refusant d'employer une tierce personne de peur que son secret ne soit révélé.
Les deux médecins proposent donc en 1738 que soit donnée une récompense de 5 000 £ (somme très conséquente pour l'époque) à Mlle Stephen afin que celle-ci rende publique la recette et que le remède puisse profiter au plus grand nombre. Une collecte privée organisée par le Gentleman Magazine récolte 1 356,3 £, mais Stephens refuse de baisser le prix initial.

### Récompense du Parlement et publication
Il est alors proposé en 1739 à Joanna Stephens de déposer la même demande de récompense à la Chambre des communes, mais cette fois par pétition. Le Parlement accepte à la condition que la composition du remède soit connue avant que la récompense soit octroyée, afin d'établir la validité du remède avant qu'une telle somme ne soit dépensée. Joanna Stephens dévoile alors la recette personnellement à l'Archbishop de Canterbury. Un comité de médecins, scientifiques et politiciens est mandaté afin de tester le remède sur quatre patients. Face aux bons résultats, la somme de 5 000 £ est donc remise à Stephens, qui publie la recette de son remède le 16 juin 1739 dans The London Gazette, intitulée « A most excellent cure for stone and gravel » (par la suite publiée en version brochée)
Le remède était entre autres composé de coquilles d’œuf calcinées, de limaçons calcinés et de savon d'Alicante (cf. recette complète plus bas).

### Renommée européenne
La renommée de Joanna Stephens et de son remède s'étend jusqu'en Allemagne et en France où, nommé le « remède anglais », il est aussi examiné par l’Académie royale des sciences. Il est très utilisé en France de 1740 jusqu'à la Révolution de 1789.
En France, le docteur Morand, s’étant impliqué dans les tests, établit que si le remède fonctionnait particulièrement bien sur les personnes âgées de 65 à 79 ans il semble en revanche inefficace sur les enfants et ne fonctionne pas sur toutes les sortes de calculs.

### Décès
Joanna Stephens disparaît de la vie publique dès la remise de son prix en 1740 et s'établit dans une villa à Brook-green, Hammersmith. Elle y meurt à un âge avancé, le 6 août 1774, des suites d'une frayeur causée par l'intrusion dans sa maison de deux frères qui lui volent 4 demi-couronnes. Les deux hommes impliqués furent jugés puis acquittés,. 

## Postérité
L'historien britannique Roy Porter (en), dans son livre sur le charlatanisme en médecine, accuse Joanna Stephens « femme ignorante et vulgaire » d'avoir commis la plus grande arnaque au Parlement de l'histoire d'Angleterre, sans tenir compte que son remède avait été testé à l'époque par des médecins et avait soulagé de nombreux patients. Même si son remède peut sembler peu scientifique, un urologue fait valoir que son ph basique devait  néanmoins démontrer une certaine efficacité sur certaines catégories de calculs. En effet, deux éléments de sa recette, la coquille d’œuf et le savon, se trouvent contenir une grande quantité de chaux, qui s'est avérée efficace pour la dissolution de certains calculs. D’autre part, son intervention au sein de la médecine ouvrit la voie au traitement des calculs rénaux et de la vessie par dissolution.

## Recette
Jean Hossard simplifie la compréhension de la recette du remède telle qu'elle a été consignée par Baumé dans ses Éléments de pharmacie théorique et pratique, 5e édition, Paris, 1784, p. 857 : « le remède se compose d'une poudre, d'une tisane, de boules savonneuses et de pilules savonneuses ». Les ingrédients se composent principalement de limaçons entiers calcinés (de préférence préparés aux mois de mai, juin et juillet), de coquilles d'œuf calcinées et de savon d'Alicante, mais aussi de miel, d'herbes aromatiques et médicinales, de racines et de fruits.